# Heterocarpus alexandri
Heterocarpus alexandri är en kräftdjursart som beskrevs av Alphonse Milne-Edwards 1883. Heterocarpus alexandri ingår i släktet Heterocarpus och familjen Pandalidae. Inga underarter finns listade i Catalogue of Life.